# Pyrexia
Pyrexia (v překladu horečka) je americká death metalová kapela založená v roce 1990 na Long Islandu v New Yorku. V roce 2001 členové kapely spojili své síly s kytaristou Trevorem Peresem z Obituary a zformovali skupinu Catastrophic. Po nahrání alba se Chris Basile (jediný stálý člen Pyrexie) rozhodl reaktivovat Pyrexii s novou sestavou.
Debutní studiové album vyšlo roku 1993 a nese název Sermon of Mockery.

## Diskografie
Dema
- Demo 1991 (1991)
- Liturgy of Impurity (1992)
- Promo 1993 (1993)

Studiová alba
- Sermon of Mockery (1993)
- System of the Animal (1997)
- Age of the Wicked (2007)
- Feast of Iniquity (2013)
- Unholy Requiem (2018)
- Gravitas Maximus (2021)

EP
- Hatredangerandisgust (1995)

Kompilační alba
- Cruelty Beyond Submission (2004)